# Olivier Vajda
Olivier Vajda, né le 17 septembre 1975 à Aye, est un homme politique belge, membre de Ecolo.

## Biographie
Olivier Vajda nait le 17 septembre 1975 à Aye.
Le 23 septembre 2021, il devient député fédéral à la Chambre des représentants en remplaçant Cécile Thibaut,.